# Llanera (Philippines)
Pour les articles homonymes, voir Llanera.
Llanera est une localité de la province de Nueva Ecija, aux Philippines. En 2015, elle compte 39 701 habitants.